# Edward Cornwallis
Edward Cornwallis (5 mars 1713 à Londres - 14 janvier 1776 à Gibraltar) est un officier militaire britannique, frère jumeau de Frederick Cornwallis.

## Biographie
Il est le sixième fils de Charles Cornwallis (4e baron Cornwallis) et de Lady Charlotte Butler, fille de Richard Butler (1er comte d'Arran). La famille Corwallis possède de vastes domaines à Culford dans le Suffolk.
Il est le frère jumeau de Frederick Cornwallis et l'oncle du général Charles Cornwallis. Edward et son frère sont pages royaux à 12 ans, puis entrent au collège d'Eton à 14 ans. À 18 ans, Edward commence son service militaire.

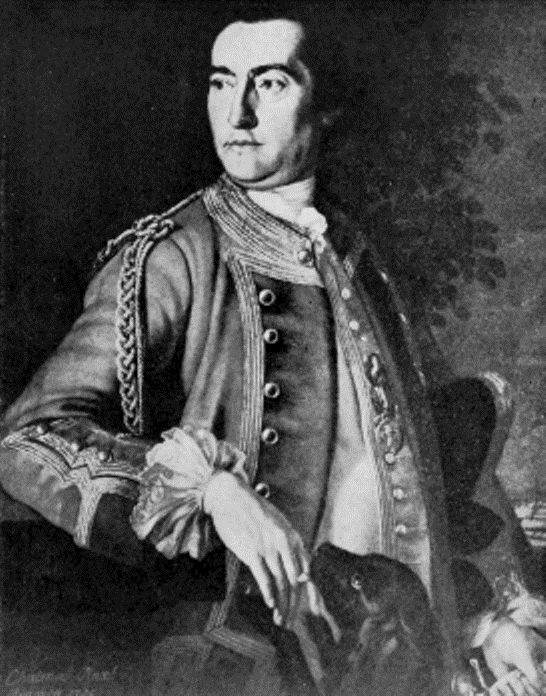
Edward Cornwallis

Son service dans l'armée lui permet de participer à plusieurs grandes batailles et de recevoir de la reconnaissance pour ses efforts. Le gouvernement britannique le nomme gouverneur de la Nouvelle-Écosse et il arrive le 21 juin 1749 au havre de Chibouctou. Il a pour mission de fonder une colonie protestante qui servirait de tampon entre la Nouvelle-Angleterre et l'Acadie. Un peu plus tard, la ville d'Halifax est fondée. Son mandat de gouverneur prend fin en 1752 quand il retourne en Grande-Bretagne pour continuer sa carrière comme officier militaire et homme politique.
Corwallis est gouverneur de Gibraltar du 14 juin 1761 à sa mort en janvier 1776 à 63 ans.

## Hommages, controverses et déchéance
Cornwallis joue un rôle important dans la formation de la Nouvelle-Écosse. Il est cependant critiqué pour son traitement des peuples amérindiens. Il a notamment décrété qu'il offrirait une prime à quiconque lui ramènerait un scalp de Micmac : homme, femme ou enfant.
En 1931, une statue fut érigée (en) en son honneur à Halifax, à Cornwallis Square. Cette statue est retirée le 31 janvier 2018, sous les pressions populaires qui lui reprochent sa politique envers les Micmacs. Une rue qui porte son nom est également renommée en 2023.
En 2020, évoquant une volonté de « redresser les torts du passé », le gouvernement fédéral décide de changer le nom du brise-glace Edward Cornwallis de la Garde côtière canadienne.